# Itacuruba
Itacuruba é um município do estado de Pernambuco, no Brasil. Localizado no Sertão do São Francisco, é apelidado carinhosamente de "Jardim Sertanejo". De acordo com o IBGE, o município possui uma população estimada (2024) de 4.490 habitantes.

## História
Até o século XVII, o sertão da região Nordeste do Brasil era ocupado por índios pertencentes ao tronco linguístico macro-jê. A partir desse século, os índios da região atualmente ocupada pelo município de Itacuruba passaram a ser catequizados por padres jesuítas.

## Etimologia
"Itacuruba" provém do tupi antigo itakuruba, que significa "grão de pedra, seixo", através da composição de itá (pedra) e kuruba (grão).

## Geografia
Localiza-se a uma latitude 08º43'38" sul e a uma longitude 38º41'00" oeste, estando a uma altitude de 292 metros.

### Limites
| Noroeste: Belém do São Francisco | Norte: Carnaubeira da Penha e Belém do São Francisco | Nordeste: Floresta |
| Oeste: Belém do São Francisco    |                                                      | Leste: Floresta    |
| Sudoeste: Belém do São Francisco | Sul: Estado da Bahia                                 | Sudeste: Floresta  |

### Hidrografia
O município está inserido na bacia do Rio São Francisco.

### Clima
O clima do município é o clima semiárido, do tipo Bsh. Os verões são quentes e úmidos. É neste período em que praticamente quase toda chuva do ano cai. Os invernos são mornos e secos, com a diminuição de chuvas; as mínimas podem chegar a 15 °C. As primaveras são muito quentes e secas, com temperaturas muito altas, que, em que algumas ocasiões, podem chegar a mais de 40 °C.

### Relevo
O município localiza-se na unidade ambiental da depressão sertaneja, com relevo de suave a ondulado.

### Vegetação
A vegetação do município é composta por caatinga hiperxerófila.

### Solo
Em relação aos solos, nos Patamares Compridos e Baixas Vertentes do relevo suave ondulado, ocorrem os Planossolos, mal drenados, com fertilidade natural média e problemas de sais. Nos Topos e Altas Vertentes, os solos são Brunos não Cálcicos, rasos e fertilidade natural alta. Nos Topos e Altas Vertentes do relevo ondulado, ocorrem os solos Podzólicos, drenados e com fertilidade natural média e as Elevações Residuais com solos Litólicos, rasos, pedregosos e fertilidade natural média.

### Geologia
O município de Itacuruba é constituída pelos litotipos dos complexos Gnáissico-migmatítico Sobradinho-Remanso e Riacho Seco, dos gnaisses Arapuá, Bangê e Bogó, do Complexo Saúde, dos Granitóidessin e pós-tectônicos.

## Demografia
Segundo o censo 2013 do Instituto Brasileiro de Geografia e Estatística, Itacuruba possui uma população de 4 643 habitantes, distribuídos numa área de 430,033 quilômetros quadrados (sendo o segundo menor município em população do Estado, atrás apenas de Ingazeira), tendo, assim, uma densidade demográfica de 10,16 habitantes por quilômetro quadrado.

### Subdivisões

#### Distritos
- Sede [7]

Vilas
- Ingazeira
- Coité

#### Bairros
- Centro
- Alto da Bela Vista(Centro)

### Aldeias Indígenas
- Aldeia Serrote dos Campos ( Povo Pankará)
- Aldeia Tuxá Campos (Povo Tuxá)
- Aldeia Pajeú (Povo Pajeú)
- Aldeia Atikum Umã

### Quilombos
- Quilombo Poço dos Cavalos
- Quilombo Negros de Gilú
- Comunidade Quilombola da Ingazeira

## Organização Político-Administrativa
O Município de Itacuruba possui uma estrutura político-administrativa composta pelo Poder Executivo, chefiado por um Prefeito eleito por sufrágio universal, o qual é auxiliado diretamente por secretários municipais nomeados por ele, e pelo Poder Legislativo, institucionalizado pela Câmara Municipal de Itacuruba, órgão colegiado de representação dos munícipes que é composto por vereadores também eleitos por sufrágio universal.

### Atuais autoridades municipais de Itacuruba
- Prefeito: Olegário Júnior Cantarelli"Juninho Cantarelli(2024/-)[10]
- Vice-prefeita: Cláudia Cavalcanti de Melo "Claudinha de Romero" - PSB (2024/-)[10]
- Presidente da Câmara: Willyan César Cavalcanti Novaes- PSB (2025/-)[10]

## Economia
Segundo dados sobre o produto interno bruto dos municípios, divulgados pelo Instituto Brasileiro de Geografia e Estatística referentes ao ano de 2011, a soma das riquezas produzidas no município é de 33 725 milhões de reais (181° maior do estado). Sendo o setor de serviços o mais mais representativo na economia itacurubense, somando 25 671 milhões. Já os setores industrial e da agricultura representam 3 873 milhões e 2 838 milhões, respectivamente. O PIB per capita do município é de 7 624,86 mil reais (35° maior do estado).

### Usina Nuclear de Itacuruba
Em janeiro de 2011, a Eletronuclear escolheu a cidade de Itacuruba, dentro do chamado Sítio Belém de São Francisco, como a melhor opção para a instalação das primeiras usinas nucleares da Região Nordeste do Brasil. O Programa de Expansão da Energia Nuclear brasileira pré-selecionou dez sítios ao longo do Rio São Francisco, entre os estados brasileiros da Bahia, Pernambuco, Sergipe e Alagoas. Após uma avaliação mais criteriosa, os sítios localizados entre Alagoas e Sergipe foram preteridos.
Itacuruba foi escolhida pelas seguintes características:
- O terreno fica às margens do Lago de Itaparica;
- Solo estável;
- O município já possui linhas de transmissão da Eletrobras Chesf;
- Fica entre os três maiores mercados consumidores de energia elétrica do Nordeste brasileiro (Recife, o Complexo Industrial e Portuário de Suape e Salvador);
- Baixa densidade populacional.

A usina nuclear terá uma capacidade de 6 600 megawatts e vida útil de pelo menos 60 anos. O governador de Pernambuco, Eduardo Campos, tentou, junto à Eletronuclear, dividir o empreendimento com o estado vizinho da Bahia, instalando metade da capacidade produtiva na margem oposta do Rio São Francisco, em terras baianas, porém a direção da Eletronuclear descartou a ideia, alegando que tal medida não seria revertida em redução dos custos de instalação do investimento. Apesar dos dados técnicos, a escolha, segundo a Eletronuclear, seria política e caberia à presidente Dilma Rousseff.

## Estrutura

### Educação
A cidade conta com uma unidade de escola estadual com ensino integral, creches, escolas de ensino fundamental I, uma escola municipal  de nível fundamental II e duas escolas estaduais indígenas. São elas:
- Escola de Referência em Ensino Médio Profª Maria de Menezes Guimarães;
- Creche Municipal Abigail Rocha Cantarelli ;
- Creche Municipal Professora Clênia Cavalcanti ;
- Escola Municipal Prefeito Manoel Maniçoba;
- Escola Municipal José Cícero Freire(ensino fundamental I);
- Escola Municipal Criança Esperança (ensino fundamental I);
- Escola Municipal Ana Pacífica da Silva- Comunidade da Ingazeira (ensino fundamental I);
- Escola Municipal Gerson Pires- Agrovila do Coité(ensino fundamental I);
- Escola Municipal de Educação Básica (ensino fundamental I, EJA e Educação Inclusiva);
- Escola Municipal Cícero Freire da Silva (ensino fundamental II);
- Escola Estadual Indígena Josefa Alice da Conceição- Aldeia Serrote dos Campos(ensino fundamental e médio);
- Escola Estadual Indígena Luiz Pereira Leal(Aldeia Serrote dos Campos);

### Saúde
A cidade conta com alguns estabelecimentos de saúde, sendo, todos eles, públicos.
• Unidade Mista de Saúde Dr. Manoel Novaes;
• Unidade Básica de Saúde João Florêncio dos Santos "Seu Dão";
• Unidade Básica de Saúde Elias Alfredo;
Unidade Básica de Saúde Aníbal Alves Cantarelli;
• Polo Base Indígena.

### Transportes
O município é cortado pela rodovia BR-316. Está a 148 quilômetros do Aeroporto de Paulo Afonso, no Estado da Bahia.

### Comunicação
O município recebe o sinal de tevê dos municípios de Caruaru, Petrolina e Recife.

## Cultura
Apresenta, além de manifestações próprias do período carnavalesco e de São João, o reisado, o pastoril, a ciranda, a dança de São Gonçalo e o toré (de origem indígena).

## Turismo

### Praias fluviais e a ilha do Coité
Localizado às margens do Rio São Francisco, possui vários paraísos naturais, como a Prainha do Coité, famoso ponto de lazer do município atraindo visitantes aos fins de semana.

### As Serras
Vistas de mirantes, as serras ressaltam, ainda mais, a paisagem do sertão São Franciscano. A cidade tem, como paisagem, uma vegetação de caatinga, destacando-se o  mandacaru, pereiro e o xiquexique.

### Praça da Matriz
O grande cartão-postal de Itacuruba é a praça da Igreja Matriz, que encanta turistas que conhecem a cidade. Além disso, a praça convida o visitante a apreciar belíssimas esculturas de barro moldadas pelos artesãos do município Gênese da Silva Pessoa e Antônio Vitorino do Nascimento.

### Igreja Nossa Senhora do Ó
A igreja católica, construída em 1988, tem arquitetura moderna em formato de cruz. No altar-mor, possui uma imagem de Nossa Senhora do Ó com apliques folheados a ouro, esculpida em madeira na Holanda.

### Serrinha
Com cerca de 400 metros de altura, para chegar ao topo, percorre-se uma trilha na caatinga de mais ou menos 1 quilômetro. O grande atrativo é um afloramento de quartzo rochoso de coloração variada, localizado na parte alta. Do alto da serra, vê-se uma bonita paisagem, avistando-se o reservatório da Barragem de Itaparica.

### Artesanato
Destacam-se os bordados, peças em cerâmica e em madeira, trabalhos de crochê e tecelagem (tapetes, colchas, redes e mantas). A Feira Livre, realizada no pátio do mercado público, dispõe de artigos e produtos diversificados, inclusive artesanato e literatura de cordel.

### Observatório astronômico
O município possui um dos telescópios mais modernos do país.

## Esporte
A cidade de Itacuruba possuiu um clube no Campeonato Pernambucano de Futebol, o Itacuruba Sport Club, que jogava no Estádio Antônio Galdêncio Freire.